# Maiennacht
Maiennacht ist ein Maibrauchtum in Ostbelgien in der Nacht vom 30. April zum 1. Mai. In dieser Nacht ziehen die Junggesellen der Malmedyer Wallonie sowie der Belgischen Eifel und Eupen aus, um den Mädchen das Lied der Maiennacht vorzusingen. Im St. Vither und Eupener Land werden auch kleine, mit buntem Krepppapier geschmückte Maien an den Häusern angebracht.

## Das Lied der Maiennacht

### Hintergrund
Das Lied der Maiennacht beruht auf dem wallonischen Lied „Lu Nut du May“, welches 1868 von dem Malmedyer Heimatdichter Florent Lebierre geschrieben wurde. Es wurde 1898 von dessen Bruder Olivier Lebierre vertont. Um 1900 übersetzte dann die Gattin des damaligen Landrats von Malmedy, Baronin Von der Heydt, das ihr gewidmete wallonische Dreistrophenlied ins Deutsche. Etwa ab 1920 fand das Lied weite Verbreitung im Malmedyer und auch im St. Vither Land, wo es seinerzeit durch die Musikvereine als Ständchen an verschiedenen Dorfstellen vorgetragen wurde.

### Liedtext
Heimlich bei sternenklarer Nacht,

wenn niemand außer uns mehr wacht,

bei des Lockrufes süßem Schall

der heimgekehrten Nachtigall

zieh'n wir in Busch und Wald hinaus,

zu schmücken unsres Liebchens Haus,

|: Welch schöne Nacht, die Maiennacht,

wenn uns das Glück der Liebe lacht! :|

  

Heim zieht's, es pflanzt der frohe Hauf'

vor Liebchens Tür den Maibaum auf.

Klopft dann dem Hammer gleich das Herz,

so tönt leis' es himmelwärts.

Mög' dieser Gruß die Maid erfreu'n

und uns ihr Lohn beschieden sein.

|: Ach, wie so schön, die Maiennacht,

wenn uns das Glück der Liebe lacht! :|

Durch unsern Sang vom Schlaf erwacht

hat sie sich eilends aufgemacht;

lugt hinterm Fenster still heraus,

denkt sich den Dank für morgen aus.

All unser Sehnen wird erhört,

wenn Herz und Dank sie uns gewährt,

|: Hab' Dank, du schöne Maiennacht,

die uns das Glück der Liebe bracht'. :|